# ميمانتين
ميمانتين (بالإنجليزية: Memantine) هو دواء يستخدم لعلاج حالات مرض آلزهايمر المتوسطة إلى الشديدة. يُستخدم ميمانتين كخيار ثانٍ بعد مثبطات أستيل كولينستريز مثل دونيبيزيل. يجب أن يستمر العلاج فقط إذا شوهدت آثاره الإيجابية. يؤخذ الدواء عن طريق الفم.
تشمل الآثار الجانبية الشائعة الصداع والإمساك والنعاس والدوار. وقد تشمل الآثار الجانبية الشديدة جلطات الدم والذهان وفشل القلب. ويُعتقد أنه يعمل عن طريق حجب مستقبلات ن-مثيل-د-أسبارتات NMDA.
تمت الموافقة على استخدام ميمانتين للاستخدام الطبي في الولايات المتحدة في عام 2003. يكلف الإمداد الشهري في المملكة المتحدة هيئة الخدمات الصحية الوطنية حوالي 1.60 جنيه إسترليني لكل شخص اعتبارًا من 2019. وفي الولايات المتحدة، تبلغ تكلفة الجملة لهذا المبلغ حوالي 5.50 دولارات أمريكية. كان ميمانتين في المرتبة 147 كأكثر الأدوية الموصوفة في الولايات المتحدة في عام 2016 من بين أكثر من 4 ملايين وصفة طبية.

## الاستخدام الطبي
يستخدم ميمانتين لعلاج مرض آلزهايمر المعتدل إلى الشديد، خاصةً بالنسبة للأشخاص الذين لا يتحملون مثبطات أستيل كولينستريز أو لديهم مانع لاستعمالها. يوصي أحد المبادئ التوجيهية بأن يؤخذ بعين الاعتبار الميمانتين أو مثبطات أستيل كولينستريزفي الأشخاص الذين يُعانون من الخرف في المراحل المبكرة إلى المتوسطة.
ارتبط ميمانتين بإنتاج تحسن معتدل مع وجود تأثير إيجابي بسيط على الإدراك، والمزاج، والسلوك، والقدرة على أداء الأنشطة اليومية في مرض ألزهايمر المعتدل إلى الشديد.  ولم توجد أية أدلة تُفيد بوجود تحسن في الحالات الخفيفة من المرض.

## الآثار الجانبية
يعتبر ميمانتين بشكل عام جيد التحمل. تتضمن التفاعلات الدوائية الضارة الشائعة (≥1٪ من الأشخاص) الارتباك والدوار والنعاس والصداع والأرق والإثارة و/أو الهلوسة. وتشمل الآثار الجانبية الأقل شيوعًا القيء والقلق وفرط التوتر والتهاب المثانة وزيادة الرغبة الجنسية .  
يعمل ميمانتين مثل مضادات مستقبلات ن-مثيل-د-أسبارتات الأخرى كمسبب تفارق عند استخدامه بالجرعات فوق العلاجية. كما يبدو أن الميمانتين يفتقر إلى معظم التأثيرات النفسية التي يبحث عنها المستخدمون الترفيهيون عادةً مثل النشوة أو الهلوسة.

## الخصائص الدوائية

### الغلوتامات
يُفترض أن الاختلال الوظيفي في النقل العصبي للغوتامات، والذي يتجلى في سمية الإثارة العصبية، هو أحد مسببات مرض آلزهايمر . يقدم استهداف مسار حمض الجلوتاميك، وخاصة مستقبلات ن-مثيل-د-أسبارتت NMDA، طريقة جديدة للعلاج في ضوء الفعالية المحدودة للعقاقير الموجودة التي تستهدف نظام الأسيتيل كولين. ميمانتين هو مضاد غير تنافسي يعتمد على التقارب المنخفض. و.  مع وجود تقارب أعلى من أيونات المغنيسيوم 2+، كما ان ميمانتين غير قادر على كبح تدفق أيونات الكالسيوم 2+ لفترة طويلة، ولا سيما من المستقبلات الموجودة خارج التشابك العصبي، والتي تشكل أساس التحفيز في التشابكات العصبية. ومع ذلك، يحافظ التقارب المنخفض، والطبيعة غير التنافسية، وحركية الميمانتين السريعة على مستوى مستقبلات NMDA على وظيفة المستقبلات في المشابك العصبية، حيث لا يزال من الممكن تنشيطها عن طريق الإطلاق الفسيولوجي لحمض الجلوتاميكعد إزالة الاقطاب الخلايا العصبية بعد التشابكية. يلعب تفاعل ميمانتين مع مستقبلات NMDA دورًا رئيسيًا في تحسن الأعراض التي ينتجها الدواء في مرض ألزهايمر. ومع ذلك، لا يوجد أي دليل حتى الآن على أن قدرة ميمانتين على الحماية من سمية الإثارة التي تتوسطها مستقبلات NMDA مع وجود تأثير مُعدِّل للمرض في مرض ألزهايمر، على الرغم من اقتراح ذلك في النماذج الحيوانية.

### السيروتونين
يعمل ميمانتين كمضاد غير تنافسي في مستقبلات السيروتونين 5-HT 3، مع وجود فاعلية مماثلة لتلك الخاصة بمستقبلات NMDA. تعمل العديد من مضادات السيروتونين على أنها مضادات القيء، إلا أن الأهمية السريرية لهذا النشاط من هرمون السيروتونين في علاج مرض آلزهايمر لا تزال غير معروفة.

### الأسيتيل كولين
يعمل ميمانتين كمضاد غير تنافسي على مستقبلات الأسيتيل كولين المختلفة (nAChRs) في طريقة عمل قد تكون مماثلة لمستقبلات NMDA و مستقبلات السيروتونين، ولكن يصعب التأكد من دقتها بسبب الحساسية السريعة لاستجابات مستقبلات الأسيتيل كولين في هذه التجارب. تجدر الإشارة إلى أن ميمانتين هو خصم في مستقبل الأسيتيل كولين من نوع ألفا 7 والذي قد يساهم في تفاقم الوظيفة الإدراكية الأولية أثناء علاج استخدام ميمانتين في أول العلاج. ينفّذ مستقبل الأسيتيل كولين من نوع ألفا 7 استجابةً سريعًا للتنافسية، مما قد يفسر التأثير المعرفي المعزز للعلاج الميمانتيني المزمن. كما ثبت أن عدد مستقبلات النيكوتين في المخ ينخفض في مرض آلزهايمر، حتى في حالة عدم وجود انخفاض عام في عدد الخلايا العصبية، وينظر إلى مُثيرات مستقبلات النيكوتين كأهداف مثيرة للاهتمام للأدوية المضادة لمرض ألزهايمر.

### الدوبامين
يعمل ميمانتين باعتباره مُثير لمستقبلات الدوبامين مع تقارب مساوٍ أو أعلى قليلًا من مستقبلات NMDA.

## التاريخ
صُنّع ميمانتين لأول مرة وحصل على براءة اختراع من قبل شركة إيلي ليلي وشركاه في عام 1968 كدواء لمرض السكري، لكنه كان غير فعال في خفض نسبة السكر في الدم. اكتُشف في وقت لاحق أن ميمانتين لديه تأثير على الجهاز العصبي المركزي، وأنتجته شركة مرز لعلاج الخرف في ألمانيا؛ واكتُشِفت مستقبلات NMDA بعد أن بدأت التجارب بالفعل. سُوِّق للدواء كعلاج للخرف لأول مرة في ألمانيا في عام 1989 تحت اسم أكسورا Axura.
اكتُشفت بعض الآثار على الجهاز العصبي المركزي في مستشفى الأطفال في بوسطن في الولايات المتحدة في عام 1995.
في عام 2000، دخلت شركة مرز في شراكة مع شركة فورست لتطوير عقار لمرض ألزهايمر في الولايات المتحدة تحت اسم ناميندا Namenda. 
وفي عام 2000، عقدت شركة مرز شراكة مع شركة سونتوري Suntory للسوق اليابانية ومع شركة لندبيك Lundbeck للأسواق الأخرى بما في ذلك أوروبا؛  وتم تسويق الدواء في الأصل بواسطة شركة لندبيك Lundbeck تحت اسم إبيكسا Ebixa.
بلغت مبيعات الدواء 1.8 مليار دولار لعام 2014. كانت تكلفة نامندا 269 دولارًا إلى 489 دولارًا شهريًا في عام 2012.
وفي فبراير 2014، مع انتهاء صلاحية براءة اختراع يوليو 2015 لميمانتين، أعلنت شركة أكتافيس، التي استحوذت على فورست، أنها تطلق نموذجًا ممتدًا للإصدار (XR) من الميمانتين يمكن أن يؤخذ مرة واحدة يوميًا بدلاً من مرتين يوميًا حسب الحاجة، وأنها تهدف إلى إيقاف بيع إصدار قصير المفعول IR في أغسطس 2014 وسحب ترخيص التسويق. كانت هذه آلية لإحباط المنافسة العامة التي تسمى «التنقل بين المنتجات». ومع ذلك، فإن العرض الخاص بإصدار XR نفد، لذلك مددت شركة أكتافيس الموعد النهائي حتى انتهائه من الأسواق. وفي سبتمبر 2014، رفع المدعي العام في نيويورك، إريك شنايدرمان، دعوى قضائية لإجبار أكتافيس على الاستمرار في بيع نسخة IR على أساس قانون مكافحة الاحتكار.
في ديسمبر 2014، وافق أحد القضاة في على ولاية نيويورك على طلبه وأصدر أمرًا قضائيًا، مما منع شركة أكتافيس من سحب نسخة IR قصيرة المفعول حتى يمكن إطلاق إصدارات عامة. استأنفت شركة أكتافيس الحكم، وفي مايو/أيار، أيدت لجنة من محكمة الاستئناف بالدائرة الثانية الاستئناف، وفي يونيو/حزيران، طلبت شركة أكتافيسالاستماع إلى قضيتها من قِبل لجنة الدائرة الثانية الكاملة. وفي أغسطس 2015 رُفِض طلب شركة أكتافيس.

## الأبحاث
توجد أبحاث لاستتخدتم ميمانتين في علاج اضطراب نقص الانتباه مع فرط النشاط إلا أن الأدلة لا يمكن الأخد بها حتى الآن. كما توجد أبحاث لاستخدامه في علاج الصداع النصفي.

## روابط خارجية
- معلومات المخدرات من المعاهد الوطنية للصحة